# Smicridea olivacea
Smicridea olivacea är en nattsländeart som beskrevs av Oliver S. Flint Jr. 1983. Smicridea olivacea ingår i släktet Smicridea och familjen ryssjenattsländor. Inga underarter finns listade i Catalogue of Life.